# Didier Simba-Ekanza
Didier Simba-Ekanza (ur. 9 sierpnia 1969 w Kinszasie) – kongijski piłkarz grający na pozycji pomocnika.

## Kariera klubowa
Swoją karierę piłkarską Simba-Ekanza rozpoczął w klubie AS Vita Club z Kinszasy. W 1987 roku zadebiutował w nim w zairskiej lidze. W 1988 roku wywalczył z nim swój jedyny w karierze tytuł mistrza Zairu.
W 1992 roku Simba-Ekanza wyjechał do Belgii, a jego pierwszym klubem w tym kraju był Beerschot VAC. Występował w nim do 1997 roku. W latach 1997–2000 był piłkarzem KSK Beveren. W sezonie 2000/2001 grał w KFC Schoten, a w latach 2001–2003 grał w Izraelu, w Maccabi Petach Tikwa. W 2004 roku zakończył karierę jako zawodnik KFCO Wilrijk.

## Kariera reprezentacyjna
W reprezentacji Zairu Simba-Ekanza zadebiutował w 1992 roku. W tym samym roku został powołany do kadry na Puchar Narodów Afryki 1992. Wystąpił na nim w dwóch spotkaniach: z Kamerunem (1:1) i ćwierćfinale z Nigerią (0:1).
W 1994 roku Simba-Ekanza zagrał w jednym meczu Pucharu Narodów Afryki, ćwierćfinałowym z Nigerią (0:2).
W 1998 roku Simba-Ekanza był w kadrze Demokratycznej Republiki Konga na Puchar Narodów Afryki 1998. Rozegrał na nim sześć meczów: z Togo (2:1), z Tunezją (1:2), z Ghaną (1:0), ćwierćfinałowy z Kamerunem (1:0), półfinałowy z Republiką Południowej Afryki (1:2) i o 3. miejsce z Burkina Faso (4:4, k. 4:1). Z Demokratyczną Republiką Konga zajął 3. miejsce w tym turnieju.